# なえなののブカピなの
『なえなののブカピなの』は、朝日放送ラジオ（ABCラジオ）で2021年7月5日から2025年3月28日まで毎週放送された番組である。

## 概要
インフルエンサーのなえなの初のメインMCを担当するラジオ番組。中高生リスナーのリアルな意見や悩みなどに答えていく。
朝日放送テレビが展開しているYouTubeチャンネル『ブカピ 部活ONE』、さらにはテレビ番組『部活ピーポー全力応援！ブカピ！』とのメディアミックスも展開していた。
番組でメッセージが採用されるとステッカー、クリアファイルが貰える。

## 開始経緯
元の月曜日18：30 - 19：00の枠は、ニッポン放送からのネット受け番組『DJ MIKIO 飯島勲 今夜も一緒に語りましょう!』（ニッポン放送から20分先行放送）を放送していたが、2021年6月でスポンサーの電気興業の会長であったDJ MIKIOこと松澤幹夫の不祥事を受けて急遽終了することになり、その穴埋め（つなぎ番組）としてスタートした。
最初の3か月（2021年7月5日 - 9月20日）は月曜18：30 - 19：00（ABCフレッシュアップベースボール放送日を除く）に生放送されていたが、同9月30日未明（9月29日深夜）からの秋季改編からは生放送の時間帯を木曜未明（水曜深夜）の1：00 - 1:30に時間枠を移して再スタートし、2024年9月26日未明（9月25日深夜）までこの時間に放送。（現在は収録放送）
2024年10月4日未明（10月3日深夜）より、『みっくすっ。』枠の新設に伴い、金曜未明（木曜深夜）の0：30 - 1：00に放送枠を変更する。

## コーナー
なえさんこれ知ってる?
番組冒頭に豆知識を披露するコーナー。リスナーからの豆知識を紹介した際は、お返し豆知識を披露している。
ふつおた
なえなのへのメッセージを紹介するコーナー。